# Kenneth George Althaus starejši
Kenneth George Althaus starejši, ameriški general, * 13. junij 1895, † 9. junij 1987.

## Življenjepis
Med junijem 1918 in aprilom 1919 se je boril v Franciji, kjer je bil julija 1918 ranjen v boju.
V 30. letih 20. stoletja je bil predavatelj vojaške znanosti in taktike na Državni univerzi Severne Karoline
Med drugo svetovno vojno je bil 11. oklepnega polka (1943–1944), nato pa poveljnik Bojnega poveljstva A 10. oklepne divizije (od 22. septembra 1944 naprej). Upokojil se je 31. maja 1946.
Zaključil je izobraževanje na Pehotni šoli (Fort Benning), Tankovski šoli (Fort Meade) in na Poveljniškem in generalštabnem kolidžu Kopenske vojske ZDA (Fort Leavenworth).

## Napredovanja
- major: 1. avgust 1935
- brigadni general: 24. junij 1943

## Odlikovanja
- Croix de Guerre s palmo (Francija)
- Croix de Guerre (Belgija)